# Miloslav Kabeláč

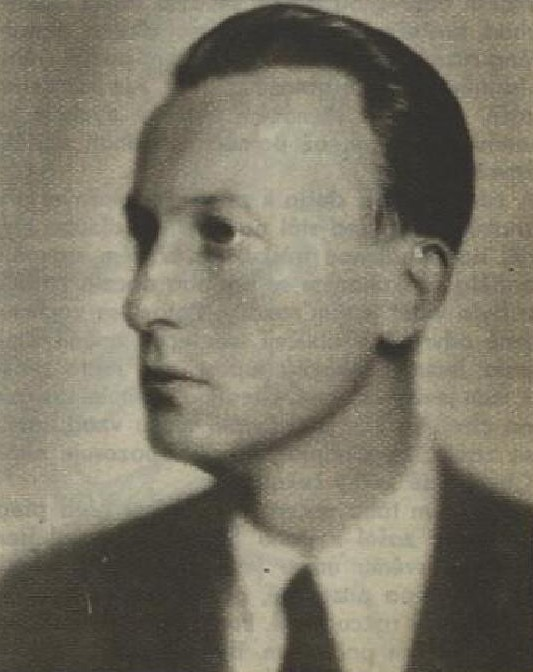
Miloslav Kabeláč, 1947

Miloslav Kabeláč (* 1. August 1908 in Prag, Österreich-Ungarn; † 17. September 1979 in Prag) war ein tschechischer Komponist und Dirigent.

## Leben
Kabeláč studierte seit 1928 am Prager Konservatorium bei Karel Jirák (Komposition) und Pavel Dědeček (Orchesterleitung). Zu seinen Lehrern zählten auch Alois Hába und Erwin Schulhoff. 1931 bis 1934 studierte er Klavier in der Meisterklasse von Vilém Kurz. Von 1932 bis 1954 arbeitete er als Musikregisseur und Dirigent beim Prager Rundfunk, unterbrochen während der Jahre 1941 bis 1945. 1939 komponierte er die Kantate Neustupujte! als Protest gegen die deutsche Okkupation. 1948 wurde seine 2. Sinfonie mit dem tschechischen Nationalpreis ausgezeichnet. Ab 1958 hatte er eine Professur für Komposition am Prager Konservatorium inne, musste diese Position jedoch nach einigen Jahren aufgeben. Zu seinen Schülern zählten beispielsweise Zdeněk Lukáš, Jan Málek, Jaroslav Krček, Jan Slimáček und Ivana Loudová.

## Werk
Kabeláč schrieb neben weiteren Orchesterwerken unter anderem 8 Sinfonien (zwischen 1941 und 1970, in stark unterschiedlicher Besetzung), ein Bläsersextett, Klavierwerke und Vokalkompositionen. Für das von ihm besonders geschätzte Schlagzeug entstanden beispielsweise 8 Inventionen und 8 Ricercari. Stilistisch ließ er sich durch ein breites musikalisches Spektrum anregen, das von Entlehnungen aus dem Gregorianischen Gesang bis zum Einbezug außereuropäischer Musikkulturen (besonders der japanischen, chinesischen, indischen und arabischen) reichte. Ab den späten 1950er- und in den 1960er-Jahren suchte Kabeláč, der sich auch als Dirigent für zeitgenössische Musik einsetzte, verstärkt Kontakte zu aktuellen Musikströmungen in Westeuropa. Hatte er mit dem Orchesterwerk Improvisation über Hamlet noch 1964 den Preis der Tschechoslowakischen Kritik und 1965 den Staatspreis erhalten, wurde sein Schaffen nach Ende des Prager Frühlings im eigenen Land weitgehend ignoriert.

## Werke (Auswahl)
- Ne odstupaĭte! [Weichet nicht!], Kantate für Männerchor, Blas- und Schlaginstrumente Op. 7, 1939 OCLC 18503975
- Bläsersextett für Flöte, Englischhorn, zwei Klarinetten (Saxophon und Bassklarinette), Horn und Fagott op. 8, 1940 OCLC 24393856
- Sonate für Violoncello und Klavier op. 9 OCLC 658381104
- Sinfonie Nr. 1 in D für Streichorchester und Perkussionsinstrumente op. 11 OCLC 255612422
- Kleine Suite für Flöte Solo op. 13
- Sieben Klavierstücke op. 14 OCLC 51523838
- Sinfonie Nr. 2 op. 15, 1942 bis 1946 OCLC 606213011
- Ouvertüre op. 17, 1948 OCLC 174279717
- Sonatine für Oboe und Klavier op. 24 OCLC 1036472278
- Dětem [Für Kinder]. Kleine Suite für Orchester op. 25 OCLC 43184296 I Hravá [Verspielt] II Kolébavá [Wackelig] III  Taneční [Tanz] IV Rozjímavá [Kontemplativ] V Dovádivá [Lustig]
- Liebeslieder für Sopran, Bariton und Klavier op. 25 OCLC 13636181
- Sechzehn kleine Präludien für Kinder op. 26 OCLC 320175456
- Ballata für Violine und Klavier op. 27 OCLC 43184296
- Sechs Wiegenlieder auf Worte der Volkspoesie für Alt-Solo, kleinen Frauenchor und Instrumentalgruppe oder für Alt und Klavier op. 29 OCLC 873329992
- Acht Präludien für Klavier op. 30 OCLC 28931187
- Sinfonie Nr. 3 in F für Orgel, Blechblasinstrumente und Pauken op. 33 OCLC 40422216
- Zwei Fantasien für Orgel op. 32 OCLC 1002927174
- Přírodě [Für die Natur] op. 35 OCLC 320135097
- Sinfonie Nr. 4 Camerata op. 36, 1958 OCLC 3153973
- Mysterium času [Das Geheimnis der Zeit] Passacaglia für großes Orchester op. 31, 1957 OCLC 875663861
- Motive aus fernen Ländern für Klavier op. 38 OCLC 760282434 I Indianisch II Kleinasiatisch III Pazifisch IV Javanisch V Ostasiatisch VI Eskimoisch VII Arabisch  VIII Brasilianisch IX Indisch X Zentralafrikanisch
- Suite für Altsaxophon und Klavier op. 39 OCLC 725302318
- Sinfonie Nr. 5 h-moll „Dramatische“ für Sopran und großes Orchester op. 41, 1960 OCLC 725302318
- Kleine Suite für Klavier zu vier Händen op. 42 OCLC 24393840
- Sinfonie Nr. 6 „Concertante“ für Klarinette und Orchester op. 44
- Acht Inventionen für Perkussionsinstrumente (6 Ausführende) op. 45 I Corale II Giubiloso III Recitativo IV Scherzo V Lamentoso VI Danza VII Aria VIII Diabolico OCLC 760216803
- Hamlet-Improvisation für großes Orchester op. 46 OCLC 224044807
- Vier Präludien für Orgel op. 48 OCLC 1140940641
- Zrcadlení [Reflexionen], neun Miniaturen für großes Orchester op. 49, 1964 OCLC 472240170
- Eufemias mysterion für Sopran und Kammerorchester op. 50, 1964/65 OCLC 10210266
- Acht Ricercari für Perkussionsinstrumente (1 bis 6 Ausführende) op. 51 OCLC 318654821
- Sinfonie Nr. 7 für Rezitator und Orchester  op. 52 OCLC 725198639
- Sinfonie Nr. 8 „Antifóny“ für Sopran solo, gemischten Chor, Schlagzeug und Orgel in fünf Sätzen und vier Intermedien: op. 54 OCLC 71519539
- Ohlasy dálav, fünf Lieder für Alt und Klavier, 1965 OCLC 224092807
- Sonate für Violine und Klavier Nr. 2 OCLC 243745293

## Ehrungen
Der Asteroid (7670) Kabelác wurde nach ihm benannt.